# Rhyssemus uncispinis
Rhyssemus uncispinis är en skalbaggsart som beskrevs av Riccardo Pittino 1984. Rhyssemus uncispinis ingår i släktet Rhyssemus och familjen Aphodiidae. Inga underarter finns listade i Catalogue of Life.